# 旋转粘度计
旋转粘度计（英語：Rotational viscometer），是粘度计的一种，用于测定物质的粘度。

## 前言
随着科学发展和工业生产的提高，测定物质的粘度变得非常的重要，旋转粘度计可以用来测定聚合物液体的粘性和流动行为。因为大部分聚合物都是在粘流条件下进行加工成型的，对于聚合物粘度的测定，掌握粘流态的性能规律在聚合物生产工艺中非常的重要。
现有的旋转粘度计主要有转筒式，锥板式和平行板式粘度计几种形式。

## 旋转粘度计的历史
由美国Brookfield家族开创的旋转粘度测量法，利用其独特的转子与流体之间产生的剪切和阻力之间的关系而得出的全新的粘度值，开创了动力粘度的测量先河。Brookfield家族以自己家族的名字为品牌设计了世界上第一台动力粘度测量仪，也就是旋转粘度测量仪，也就是今天的布氏粘度计。而布氏也正是Brookfield家族的名称简写。
从开始的表盘式粘度计开始，旋转粘度计经历了75年的改造升级，其性能越来越好，之后逐渐出现的数显粘度计DV-I，DV-II，DV-III更是在粘度测量上创造了很大的进步。使得粘度测量不仅仅是单纯的测量粘度，更得测出流体的其他性质，比如触变等。
后来旋转粘度计进入中国市场，为中国的聚合物工业发展起到了很大的作用

## 电磁旋转球粘度计

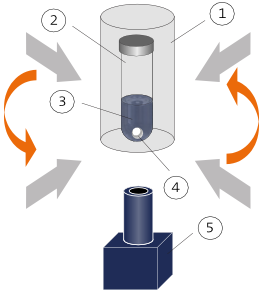
Measuring Principle of the Electromagnetically Spinning Sphere Viscometer

电磁旋转球粘度计测量是通过一个由电磁相互作用驱动的球体旋转从而来观察液体的粘度。两个磁体连接到转子上从而建立一个旋转磁场。样品被测量在一个小试管内。在管内有一个铝球。管位于温度控制室内并且这样的球位于两个磁体的中心。旋转磁场诱导的球形成涡电流。产生的洛伦兹力使得磁场和涡流之间产生转矩，从而旋转球。球的转速取决于磁场的旋转速度，磁场的大小和球体周围的样品的粘度。球体的运动是由一个视频监控摄像头监控。球体的转矩是在磁场ΩB和一个球体ΩS.因此液体的粘度和角速度差成比例的（ΩB?ΩS）/Ω存在着线性关系。

### 电磁旋转球粘度计的应用范围
水溶性聚合物，胶黏剂，离子液体和放光材料，以及各种溶液的粘度测量等。

### 电磁旋转球粘度计的特点
该粘度计是直接与样品接触的所有部件都是一次性的，廉价的。
测量是在一个密封的样品容器进行的，有良好的密封性。
电磁旋转球粘度计只需要很小的样本量（0.3毫升）。
测试时间短，温度稳定，可重复性好。

## 转筒式粘度计
这种粘度计顾名思义外部为一平底圆筒，同轴的中心有一个圆柱体。在圆筒和狭缝间有两个互相平行 表面所构成的狭缝，聚合物液体就位于此狭缝中。通过无级调速器的带动来使圆筒作旋转运动。圆柱悬挂于一个测力装置上，并且通过弹簧与之相连。当圆筒旋转时，狭缝中的聚合物液体因受到剪切作用而发生流动，因为体液存在粘滞性从而带动圆柱转动，直到圆柱的转矩与弹簧力相平衡而停止转动，这时候圆筒旋转了一定的角度θ。平衡时，液体的剪切作用也到达了稳定状态，再通过圆柱的转矩和圆筒的转速便可以通过公式计算环缝中各位置上的剪切力和剪切速率。# 王贵恒. . 北京: 王贵恒. 2012年7月. ISBN 978-7-5025-0862-3 （中文）. 

### 转筒式粘度计的组成
转筒式粘度计由旋转粘度计机头，主机底座，辅助控制箱，加热器，测量转子，电源线， 盛样筒、盛样筒架、盛样筒盖、专用钳子等组成。

### 转筒式粘度计的原理
我们设圆筒的角速度为ω，弹簧的扭矩常数为K，那么圆柱表面的转矩为
M=Kθ
距离圆筒轴心r的剪切应力τ可由圆柱浸入液体中的深度L给出{\displaystyle \tau ={\cfrac {M}{2\pi {r^{2}}L}}}
在r处圆面上的剪切速率γ可用角速度ω来表示
{\displaystyle \gamma ={\cfrac {dv}{dr}}={\cfrac {rd\omega }{dr}}}
所以聚合物的粘度为
{\displaystyle \mu ={\cfrac {M}{4\pi \omega L}}\left({\frac {R_{0}^{2}-R_{i}^{2}}{R_{i}^{2}R_{0}^{2}}}\right)}
因此测定平衡状态下圆柱与圆筒的转矩M和角速度ω就可以计算出表观粘度。如果改变角速度ω，那么圆柱上的M也会相应的变化，得到一系列的ω-M的值，可会得液体的流动曲线

### 转筒式粘度计的优点
结构简单，运行可靠,造价低廉，标定简单，维护方便，适合国内大规模生产等。

### 实验室所用转筒式粘度计
实验室所用的旋转粘度计为NDJ-1型，这种旋转粘度计结构简单，安装方便，操作简单，但是可能存在机械误差较大，设备精密度不够的缺点，这种旋转粘度计配置有4种不同的转子以及可调节的不同的转速，根据不同的转子型号和不同的转速可以得到相应的倍率，通过仪表盘的读数和相应的倍率来求得粘度，在安装转子之前，先要将螺纹处向上提起，这是为了防止其中的弹簧受力从而影响实验的准确性，在进行测量的时候要注意调节升降台从而使液面在转子凹槽处，每次测量完需要拆下转子并清洗，在取读数时，当指针出现在仪表盘上时，注意要将停止键和开关同时按下。

### 转筒式粘度计使用时的要点
仪器的性能指标必须符合国家标准，要注意被测液体的温度，因为温度对物质的粘度影响很大。注意要选择合适的转子和转速，使示值子20～90格之间。当转子浸入液体的时候要注意液面与转子凹槽处对齐。另外在使用完毕后要对转子进行及时的清洗。有些仪器需要安装保护架，要注意。确定是否为近似牛顿液体，对于非牛顿液体应经过选择后规定转子，转速和时间，以免造成测量不准。

### 转筒式粘度计的操作步骤
1.准备液体并置于烧杯中，准确测量其温度。
2.将保护架装在仪器上，选择量程，系数，转子及转速。当估计不出被测液体的大致粘度时，应假定为最高粘度，使用由小到大的转子以及由慢到快的转速。原则是高粘度下小的转子慢的转速，低粘度下大的转子高的转速。
3.将选好的转子旋入轴连接杆。旋转升降旋钮，使得仪器缓缓下降，转子逐渐浸入被测液体中，直至转子液面标志与液面水平为止。
4.接通电源，按下指针控制杆，开启电机，转动变速旋钮，使其在选配好的转速档上，放松指针控制杆，等待其稳定后读数，一般需30s。

## 锥-板粘度计
锥-板粘度计由一上部的圆锥体和一个在下部的圆板组成，圆锥和圆板的中心都在同一条轴线上，圆锥的顶部与原板相接触，圆锥和圆板都是可转动的部分，和转筒粘度计稍不同的是，聚合物熔体处于圆锥和圆板构成的夹角为θ的狭缝中，转动圆板，由于液体的粘滞性，将带动圆锥转动，在剪切平衡的条件下，圆锥在转动一定角度后停止旋转。
如果圆板旋转的角速度为ω，圆锥产生的转矩为M，那么距离圆板旋转中心r处的线速度为rω，液体在这里的厚度为rtanθ。在θ很小的情况下可以看做rtanθ≈rθ，那么r处的剪切速率为
{\displaystyle \gamma ={\cfrac {r\omega }{rtan\theta }}={\cfrac {\omega }{\theta }}}
那么从这里我们可以看出，Υ与r无关。椎板粘度计的特点之一就是在θ<4°时，粘度计中的液体的各个部分都具有相同的剪切速率。
在r处，液体的剪切速率应为
{\displaystyle \tau _{r}={\cfrac {3M}{2\pi r^{3}}}}
当θ<4°时，可以将圆锥和圆板间的空间看做是一条狭缝，这是对牛顿液体和非牛顿液体来说，下列公式仍然成立
{\displaystyle \gamma _{a}={\cfrac {3\theta M}{2\pi \omega R^{3}}}={\cfrac {M}{b\omega }}}
其中b为仪器常数，其值为
{\displaystyle b={\cfrac {2\pi R^{3}}{3\theta }}}
但是要注意的是，椎-板粘度计通常用于Υ在0.001～10/s范围的聚合物液体流动行为的研究。

### 椎-板粘度计的应用
低粘度流体：溶剂型胶粘剂，乳胶，油，石油，化学试剂，油漆，感光树脂，聚合物溶液，油墨
中等粘度流体:油漆，沥青，纸浆，淀粉，树脂，牙膏
高粘度流体：沥青，环氧树脂，凝胶，油墨

## 落球式粘度计
落球式粘度计也是测定聚合物粘度的一种方法，但是很少用来测定熔体的粘度，它的局限性在于不容易得到剪切力和剪切速率等基本数据。在球的运动过程中，液体中各部分Υ的数值并不均匀，数据处理也较为困难。因此对于非牛顿流体难以做全面的分析，仅适用于牛顿流体，可以估计球附近的最大剪切速率，为{\displaystyle {\cfrac {3v}{2R}}}
（v为球下降的速度。R为球的半径）。测定时体液中的剪切速率通常为0.01每秒以下，聚合物熔体在这样的速率下一般可以认为是牛顿液体。

## 影响旋转粘度计测量粘度的因素

### 温度影响
温度改变对高聚物溶液粘度的影响是显著的。高聚物溶液的粘度随温度的升高而降低，其原因是高分子溶液的分散相粒子彼此纠缠形成网状结构的聚集体，温度愈高时，网状结构愈易破坏，故其粘度下降。为了得到好的结果，必须在恒温下进行操作，严格控制温度变化不超过±0.05℃，如温度超过这个变化范围或有较大的改变时，影响测定的精确度，致使在作图时缺乏线性关系。一般说来，测定25℃时高聚物分子量准确度高一些。为了避免温度可能引起的连续变化，所有加入前的溶液和溶剂必须恒温至同一温度。

### 浓度的影响
高分子溶液的粘度和浓度的关系，符合Huggins，Fouss公式的线性关系。即{\displaystyle {\frac {\eta _{s}p}{c}}=n[\eta ]^{2}c}  理论上溶液越稀，更符合无限稀释情况，但溶液太稀，溶剂和溶液的流出时间相差较小，会引来大量的实验误差，而且要考虑高聚物溶液在粘度计壁上的吸附所产生浓度的改变。故溶液的起始浓度太稀不行.如起始浓度过大，侧直线在浓度大处发生向上弯曲，影响线性的外推，从而影响粘度数值。我们做了一系列浓度影响的实验，并求出其相应的特性粘度。

### 陈化时间影响
高聚物溶液即使不受外界因素的影响，其粘度也随时间的延长而改变，从实验结果得知，陈化时间短，粘度较小，误差较大，这可能是由于高聚物还来不及形成网状结构所致。陈化时间长，粘度也较小，误差也较大，造成粘度下降的原因是聚乙烯醉在溶液中结构发生松解所造成的，实验还表明，尽管溶液粘度有所改变，但是粘度与浓度的线性关系还比较理想。实验表明陈化时间约在3-4天，结果较为满意。考虑到高聚物溶解速度很慢和陈化的影响，实验前应将溶液配好。

## 消泡剂用量影响
聚乙烯醇水溶液易起泡，给实验操作带来困难，在溶液中加入正丁醇作消泡剂，能起到较好的消泡作用，但是要严格掌握消泡剂的用量，因为正丁醇的粘度比水的粘大三倍多，如加入正丁醇过多，测定结果必然带来较大的误差。